# Arbeitnehmer-Union
Die Arbeitnehmer-Union (CSA) ist eine Vereinigung der CSU in Bayern. Sie organisiert die Arbeitnehmer innerhalb der CSU. CSA-Landesvorsitzender ist Volker Ullrich. Die Christlich Soziale Arbeitnehmerschaft entspricht der Christlich-Demokratischen Arbeitnehmerschaft Deutschlands (CDA) der CDU. Ihre Ursprünge gehen zurück auf das Jahr 1947, als das „Landessekretariat der Arbeitnehmer in der CSU“ gegründet wurde. Im Jahre 1953 erfolgte schließlich die Gründung der „Christlich-Sozialen Arbeitnehmerschaft/Arbeitnehmergruppen der CSU Bayern“ (CSA).

## Aufgaben, Ziele und Tätigkeitsfelder
In Zeiten der Globalisierung, des demographischen und des technologischen Wandels sieht sich die CSA zunehmend als Denkfabrik für Fragen der Sozial- und Arbeitsmarktpolitik. Sie tritt für eine zukunftsfähige Gesellschaftspolitik ein und sieht sich nach ihrem Selbstverständnis in erster Linie dem Menschen verpflichtet. Der offizielle Leitspruch der CSA lautet daher: „Der Mensch ist das Maß der Dinge“.
Zu den Aufgaben der CSA gehören insbesondere die Pflege des Kontakts zu sozialpolitischen Verbänden sowie die Betreuung von Betriebsräten, Personalräten und Jugendvertretern. Ferner versucht sie, durch Öffentlichkeitsarbeit, Informationsveranstaltungen und Publikationen zur Meinungsbildung in Arbeits-, Sozial- und Gesellschaftspolitik beizutragen. Von großer Bedeutung ist auch die Zusammenarbeit mit Kirchen und Gewerkschaften sowie der regelmäßige Austausch mit der CDA und dem Österreichischen Arbeitnehmerinnen- und Arbeitnehmerbund (ÖAAB).

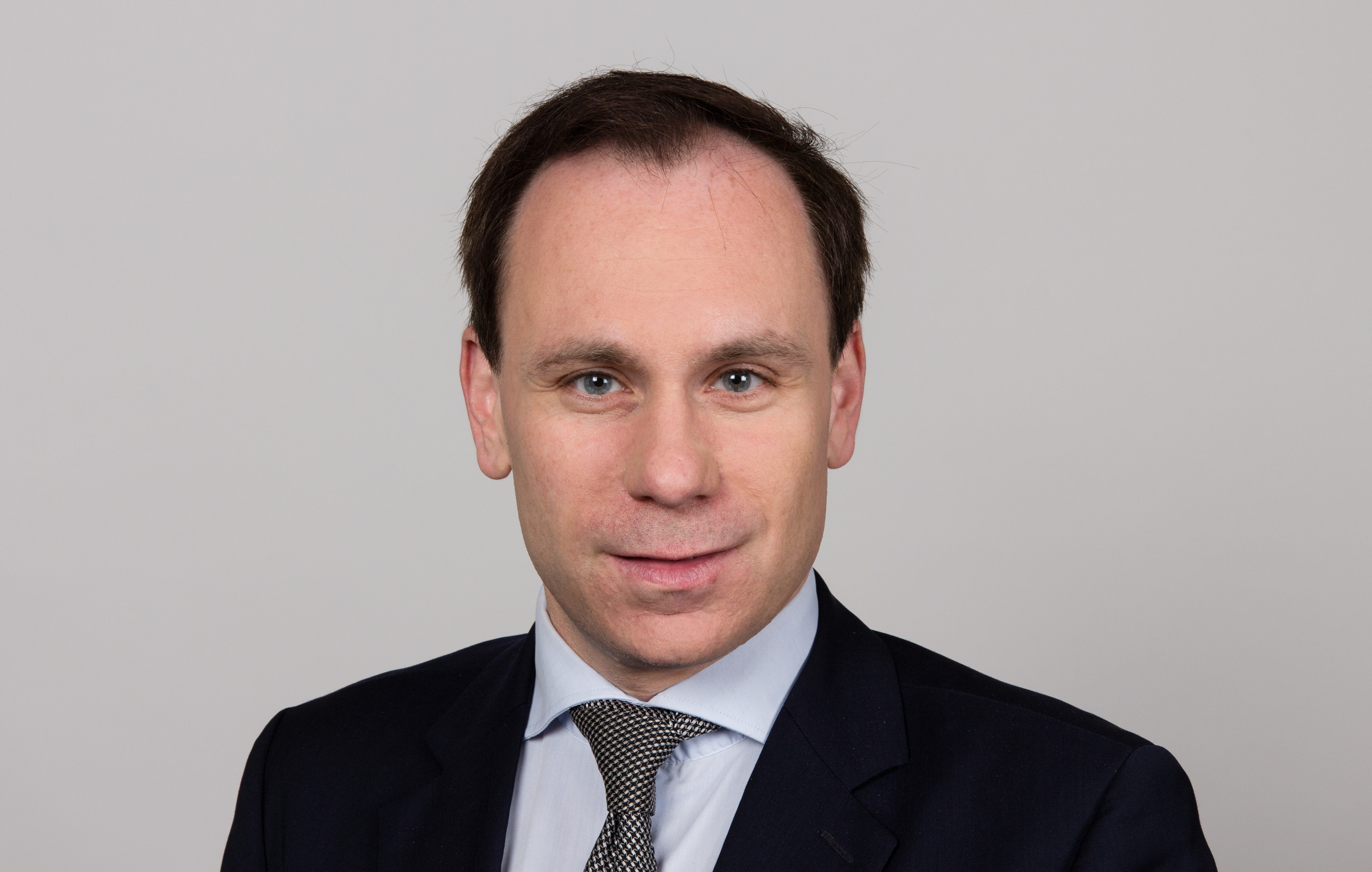
CSA-Vorsitzender Volker Ullrich, 2014

## Hintergrund
Die Geschichte der Christlich-Sozialen Arbeitnehmerschaft kann nur schwer von der Geschichte ihrer Mutterpartei getrennt werden. Zum einen fußen beide ideengeschichtlich auf der christlichen Soziallehre, zum anderen gab es bei den Gründerpersönlichkeiten der CSA und der CSU große personelle Überschneidungen.
Ein Beispiel dafür ist der ehemalige preußische Ministerpräsident und Wohlfahrtsminister Adam Stegerwald, der sich in der Zwischenkriegszeit innerhalb der christlichen Gewerkschaftsbewegung engagierte und nach dem Zweiten Weltkrieg zu den Gründungsmitgliedern der CSU zählte. Bereits vor seiner berühmten Rede auf dem Essener Kongress der Christlichen Gewerkschaft 1920, in der er die Idee einer „deutsch-demokratisch-christlich-sozialen Partei“ entfaltete, warb Lorenz Sedlmayr, ein weiteres Gründungsmitglied der CSU, für Stegerwalds Vision einer christlich orientierten Volkspartei, aus der in Bayern 1945 die CSU hervorgehen sollte.
Die für die CSA prägende christliche Sozialethik entstammt gleichermaßen der katholischen Soziallehre und der protestantischen Sozialethik. Wesentliche Bestandteile beider sind das Solidaritäts- und Subsidiaritätsprinzip.

## Geschichte
Am 22. März 1947 fand in Nürnberg die „1. Bayerische Landeskonferenz der Arbeitnehmer in der CSU“ Nürnberg statt. Erster Vorsitzender der neugegründeten CSA war Heinrich Krehle. Ihm stand das kurz zuvor eingeweihte „Landessekretariat der Arbeitnehmer in der CSU“ ab nun zur Verfügung, um im Sinne der Arbeitnehmer wirken zu können. Nach ersten Erfolgen verschlechterten sich allerdings durch die Währungsreform 1948 die materiellen Voraussetzungen, sich landesweit zu organisieren. Der Arbeitnehmerschaft in der CSU, die 1947 zu den vier existierenden Arbeitsgemeinschaften der CSU zählte, fehlten damit die finanziellen Ressourcen, um sich verbreiten zu können.
Mit dem 2. Mai 1953 kam die Wende und die „Arbeitnehmer der CSU“ gründeten die heutige Christlich-Soziale Arbeitnehmerschaft(CSA) im Münchener Kolpinghaus. Die Aktion wurde von Krehle persönlich und dem damaligen Landessozialsekretär Hans Stützle initiiert und mit über 300 alten Weggefährten und Sympathisanten zum Erfolg geführt. In den ersten Jahren waren die wichtigsten politischen Erfolge der CSA das Kindergeld für das 2. Kind und Rentenverbesserungen. Später kamen Themen wie der Jugendarbeitsschutz und die Regelung der Arbeitszeiten für Beamte hinzu. 1968 verabschiedete die CSA in Bamberg ihr erstes „Grundsatzprogramm“, in dem vor allem die Familie als Mittelpunkt der Gesellschaft den wichtigsten Platz einnahm.
Unter dem Landesvorsitzenden Fritz Pirkl wuchs die Mitgliederstärke der CSA auf 16.000 an und bildete die drittstärkste Arbeitsgemeinschaft der CSU. Er prägte in seiner Amtszeit den Begriff der CSA als „Sozialen Motor“ der CSU. In seine Zeit fallen auch die Konflikte mit dem CSU-Vorsitzenden Franz Josef Strauß, der die CSA aufgrund sozialpolitischer Meinungsverschiedenheiten gerne als „Rosenkranz-Sozialisten“ bezeichnete.

## Interne Struktur
Die CSA gliedert sich derzeit in 27 aktive Ortsverbände, 86 aktive Kreisverbände, 10 Bezirksverbände und einen Landesverband.
Dieser beruft den CSA-Landesbeirat: ein Gremium, in dem einmal im Jahr Repräsentanten der Arbeitnehmerverbände und Gewerkschaften, der Sozial-, Wohlfahrts-, Familien- und Behindertenverbände sowie Vertreter der Kirchen mit dem CSA-Landesvorstand zusammenkommen.

### Landesvorsitzender der CSA
Derzeitige Landesvorsitzender der CSA ist der Bundestagsabgeordnete Volker Ullrich, MdB.
1. 1947–1958: Heinrich Krehle
2. 1958–1963: Georg Lang
3. 1963–1969: Hans Schütz
4. 1969–1989: Fritz Pirkl
5. 1989–2000: Peter Keller
6. 2000–2008: Horst Seehofer
7. 2008–2010: Gabriele Stauner
8. 2010–2018: Joachim Unterländer
9. 2018–: Volker Ullrich (Politiker)[4]